# Labeobarbus intermedius
Labeobarbus intermedius és una espècie de peix pertanyent a la família dels ciprínids.

## Descripció
- Fa 48,9 cm de llargària màxima.[1][2]

## Subespècies
- Labeobarbus intermedius australis (Banister, 1973)
- Labeobarbus intermedius intermedius (Rüppell, 1835)[3]

## Hàbitat
És un peix d'aigua dolça, bentopelàgic i de clima tropical.

## Distribució geogràfica
Es troba a Àfrica: el sud d'Etiòpia i el nord de Kenya fins al llac Baringo.

## Observacions
És inofensiu per als humans.